# T Aquilae
 T Aquilae är en misstänkt långsam irreguljär variabel (LB:) i stjärnbilden Örnen.
Stjärnan har visuell magnitud +9,09 och varierar i amplitud med 0,39 magnituder och en period av 78,314217 dygn.